# Pilodeudorix barbatus
Pilodeudorix barbatus är en fjärilsart som beskrevs av Druce 1891. Pilodeudorix barbatus ingår i släktet Pilodeudorix och familjen juvelvingar. Inga underarter finns listade i Catalogue of Life.